# Compuesto de organosodio

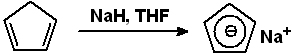
Reacción entre ciclopentadieno e hidruro de sodio (NaH), usando tetrahidrofurano (THF) como disolvente, con formación de un compuesto de organosodio, el ciclopentadienuro de sodio

Un compuesto de organosodio es un compuesto organometálico que contiene un enlace químico covalente carbono-sodio. Las aplicaciones de los compuestos de organosodio en química son limitadas, en parte debido a la competencia de los compuestos de organolitio, metal situado en el mismo grupo de elementos (grupo 1) de la tabla periódica. Sin embargo, existen varios compuestos importantes.
Los enlaces organometálicos entre átomos de carbono y metales del grupo 1 se caracterizan por su alta polaridad y la elevada nucleofilicidad del carbono que podemos observar si comparamos la electronegatividad del carbono (2,55) con las de litio (0,98), sodio (0,93), potasio (0,82), o rubidio (0,82). 

## Formación y ejemplos

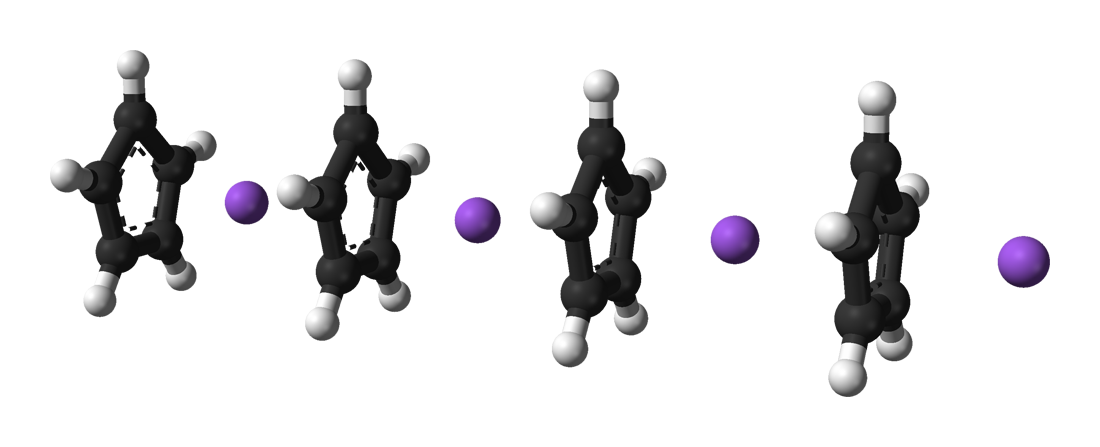
Estructura cristalina del ciclopentadienuro de sodio.

El compuesto de organosodio de mayor importancia es el ciclopentadienuro de sodio que se prepara con sodio metálico y ciclopentadieno:
2 Na + 2 C5H6 → 2 NaC5H5 + H2
El sodio también puede reaccionar con hidrocarburos en la reducción de un electrón. El sodio tratado con naftaleno forma disoluciones de naftalenuros.
C10H8 + Na → Na+[C10H8]-•
En el trabajo original, el compuesto de alquilsodio se forma a partir de un compuesto de dialquilmercurio como por ejemplo el dietilmercurio en la reacción de Schorigin o reacción de Shorygin:
(C2H5)2Hg + 2Na → 2C2H5Na

## Reacciones químicas
Los metales alcalinos superiores pueden metalar incluso a hidrocarburos sin activar y son conocidos por autometalarse.
2 NaC2H5 → C2H5Na2 + C2H6
Otro reacción secundaria es la beta-eliminación, con formación de un doble enlace:
NaC2H5 → NaH + C2H4
Estos compuestos tienen tendencia a formar carbaniones y pueden ser reducidos por estabilización de resonancia, por ejemplo en compuestos del tipo Ph3CM, donde Ph es el grupo fenilo y M es el átomo de sodio o de otro metal univalente.
En la reacción de Wanklyn (1858), el sodio reemplaza al magnesio en una reacción tipo Grignard con dióxido de carbono:
C2H5Na + CO2 → C2H5CO2Na

## Metales alcalinos superiores
En los compuestos organometálicos de los metales alcalinos superiores (compuestos de organopotasio, organorubidio y organocesio) también aparece un átomo de metal alcalino unido a un átomo de carbono. Son aún más reactivos que los compuestos de organosodio y poseen una utilidad limitada. Un reactivo notable es la base de Schlosser, una mezcla de n-butillitio y potasio ter-butóxido. Este reactivo reacciona con propeno para formar un compuesto de alilpotasio (KCH2-CH=CH2). 
El cis-2-buteno y el trans-2-buteno se equilibran al entrar en contacto con metales alcalinos. Mientras que esta reacción de isomerización es rápida con litio y sodio, es más lenta con los metales alcalinos superiores. Los metales alcalinos superiores también favorecen la conformación estéricamente más congestionada.

## Enlaces químicos del carbono con el resto de átomos
| CH  |     |     |     |     |     |     |     |     |     |     |     |     |     |     |     |     |     | He  |
| CLi | CBe |     |     |     |     |     |     |     |     |     |     | CB  | CC  | CN  | CO  | CO  | CF  | Ne  |
| CNa | CMg |     |     |     |     |     |     |     |     |     |     | CAl | CSi | CP  | CS  | CS  | CCl | CAr |
| CK  | CCa | CSc | CTi | CV  | CCr | CMn | CFe | CCo | CNi | CCu | CZn | CGa | CGe | CAs | CSe | CSe | CBr | CKr |
| CRb | CSr | CY  | CZr | CNb | CMo | CTc | CRu | CRh | CPd | CAg | CCd | CIn | CSn | CSb | CTe | CTe | CI  | CXe |
| CCs | CBa |     | CHf | CTa | CW  | CRe | COs | CIr | CPt | CAu | CHg | CTl | CPb | CBi | CPo | CPo | CAt | Rn  |
| Fr  | CRa | Rf  | Db  | CSg | Bh  | Hs  | Mt  | Ds  | Rg  | Cn  | Nh  | Fl  | Mc  | Lv  | Lv  | Ts  | Og  |     |
|     |     | ↓   |     |     |     |     |     |     |     |     |     |     |     |     |     |     |     |     |
|     |     | CLa | CCe | CPr | CNd | CPm | CSm | CEu | CGd | CTb | CDy | CHo | CEr | CTm | CYb | CYb | CLu |     |
|     |     | Ac  | CTh | CPa | CU  | CNp | CPu | CAm | CCm | CBk | CCf | CEs | Fm  | Md  | No  | No  | Lr  |     |

| Química orgánica básica.                        | Muchos usos en Química.           |
| Investigación académica, pero no un amplio uso. | Enlace desconocido / no evaluado. |

- Datos: Q2449342
- Multimedia: Organosodium compounds / Q2449342